# Brit Award para Artista Britânico do Ano
O Brit Award para Artista Britânico do Ano (no original em inglês: Brit Award for British Artist of the Year) é um prêmio concedido pela British Phonographic Industry (BPI), uma organização que representa gravadoras e artistas no Reino Unido. O prêmio é apresentado no Brit Awards, uma celebração anual da música britânica e internacional. Os vencedores e indicados são determinados pela academia de votação do Brit Awards com mais de mil membros, que incluem gravadoras, editoras, gerentes, agentes, mídia e vencedores e indicados anteriores. A categoria foi introduzida em 2022 e combinou as categorias anteriores de Artista Solo Feminina Britânica e Artista Solo Masculino Britânico. A reestruturação dessas categorias foi resultado do desejo da Academia de eliminar as distinções entre artistas masculinos e femininos e substituí-la por uma nova categoria de gênero neutro.

## Vencedores e indicados
| Ano         | Vencedor(a)  | Indicados | Ref.  |
| ----------- | ------------ | --- | ----- |
| 2022 (42.ª) | Adele        | - Dave - Sam Fender - Little Simz - Ed Sheeran                                                                                    | [ 5 ] |
| 2023 (43.ª) | Harry Styles | - Central Cee - Fred Again - George Ezra - Stormzy                                                                                | [ 6 ] |
| 2024 (44.ª) | Raye         | - Arlo Parks - Central Cee - Dave - Dua Lipa - Fred Again - J Hus - Jessie Ware - Little Simz - Olivia Dean                       | [ 7 ] |
| 2025 (45.ª) | Charli xcx   | - Beabadoobee - Central Cee - Dua Lipa - Fred Again - Jamie xx - Michael Kiwanuka - Nia Archives - Rachel Chinouriri - Sam Fender | [ 8 ] |